# Дубовик крапчатый
Дубови́к кра́пчатый (лат. Bolétus erýthropus — гриб из рода боровик (лат. Boletus) семейства болетовые (лат. Boletaceae). 
Синонимы:
- Русские: боровик поддубовиковый, дубовик зернистоногий, боровик зернистоногий, болетус красноножковый, синяк
- Латинские:
  - Neoboletus luridiformis (Rostk.) Gelardi, Simonini & Vizzini (2014)
  - Boletus luridiformis Rostk., 1844
  - Boletus luridus var. erythropus (Pers.) Fr., 1821
  - Boletus luridus subsp. erythropus (Pers.) Pers., 1825
  - Tubiporus erythropus (Fr.) Maire, 1937

## Описание

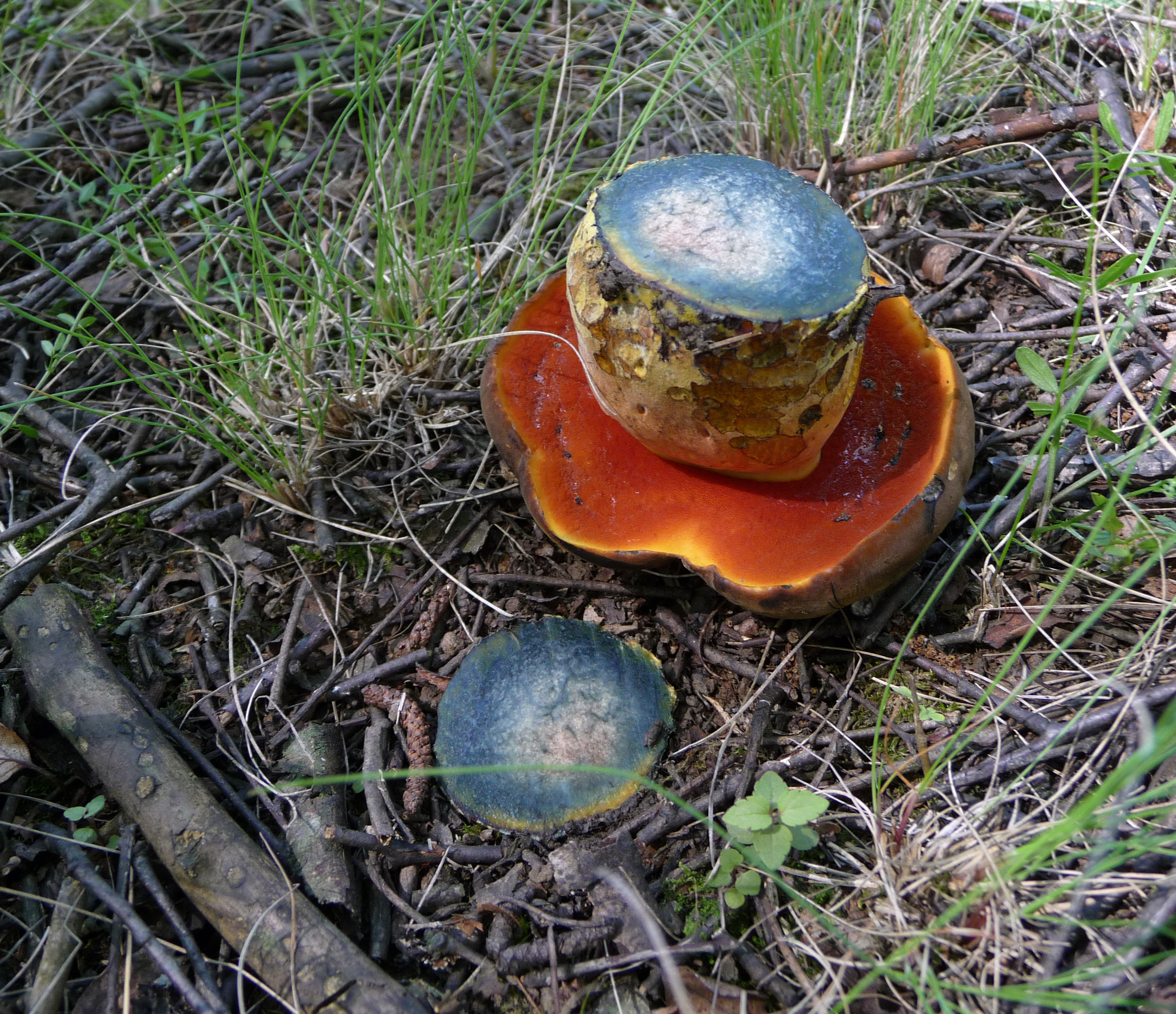
Дубовик крапчатый, свежий срез синеет через несколько секунд

Диаметр шляпки зрелого гриба составляет 5—20 см, шляпка имеет полушаровидную, подушкообразную, округло-подушковидную форму, на ощупь бархатистая, матовая, изредка слизистая, с возрастом может стать голой, цвет шляпки — каштаново-коричневый, тёмно-бурый, тёмно-коричневый, чёрно-бурый, может иметь оливковый или красноватый оттенок, при надавливании темнеет или чернеет. 

Мякоть жёлтоватая или ярко-жёлтая, быстро синеет или окрашивается в зеленовато-синий цвет на срезе, в ножке — красноватая или буроватая, без вкуса и запаха. 

Ножка 5—15 см высотой и 1,5—4 см толщиной, цилиндрическая или клубневидная, бочковидная, позднее обычно утолщённая внизу, цвет жёлто-красный, без сетчатого рисунка, но с красными чешуйками или точками. 

Трубочки жёлтые, позднее жёлто-оливковые, оливковые, зеленовато-жёлтые, поры закруглённые, мелкие, жёлтые, позднее оранжевые, кирпично-красные, при надавливании синеют. 

Споровый порошок буровато-оливковый, споры веретеновидные, гладкие, 15 × 5 мкм.

## Экологияи распространение
Образует микоризу с лиственными и хвойными деревьями (бук, дуб, ель, пихта), предпочитает кислые почвы, встречается в лесах и в болотистой местности, среди мхов. Распространён в Европе, на Кавказе, в Восточной Сибири, реже — в Западной Сибири и на юге Дальнего Востока. В Европейской части России встречается не часто, но доходит на север до широты Санкт-Петербурга. 

Сезон середина мая — октябрь, большее плодоношение в июле.

## Сходные виды
Другие съедобные грибы:
- Дубовик оливково-бурый (Boletus luridus) на ножке имеет сетчатый рисунок
- Боровик жёлтый (Boletus junquilleus) известен только в Западной Европе, весь гриб коричнево-жёлтых оттенков

Несъедобные грибы:
- Дубовик Келе (Boletus queletii) — редкий гриб с более светлой жёлто-коричневой шляпкой, растёт на известковых почвах

Ядовитые грибы:
- Сатанинский гриб (Boletus satanas) отличается по мякоти, медленно меняющей цвет на срезе, сначала до красного, а потом синеет

## Употребление
Cъедобный гриб, также годен для сушки. Из гриба готовят соусы и гарниры к мясным блюдам.